# Aeroportul Oki
Aeroportul Oki (IATA: OKI, ICAO: RJNO) este un aeroport din Okinoshima⁠(d), Oki District, Oki Subprefecture, Prefectura Shimane, Japonia ce deservește zona Okinoshima⁠(d). Aeroportul a fost tranzitat în 2023 de 68.149 de pasageri. A fost deschis în 1968.
Situat la o altitudine de 80 m, aeroportul dispune de o singură pistă. Este operat de Prefectura Shimane.